# Sphex leuconotus
Sphex leuconotus är en biart som beskrevs av Brulle 1833. Sphex leuconotus ingår i släktet Sphex och familjen grävsteklar. Inga underarter finns listade i Catalogue of Life.